# Berliner Dach

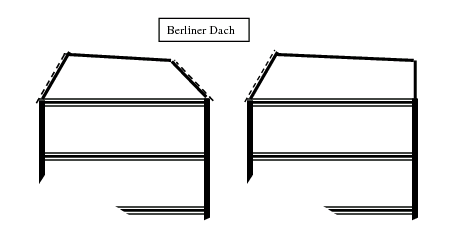
Typische Formen des Berliner Dachs

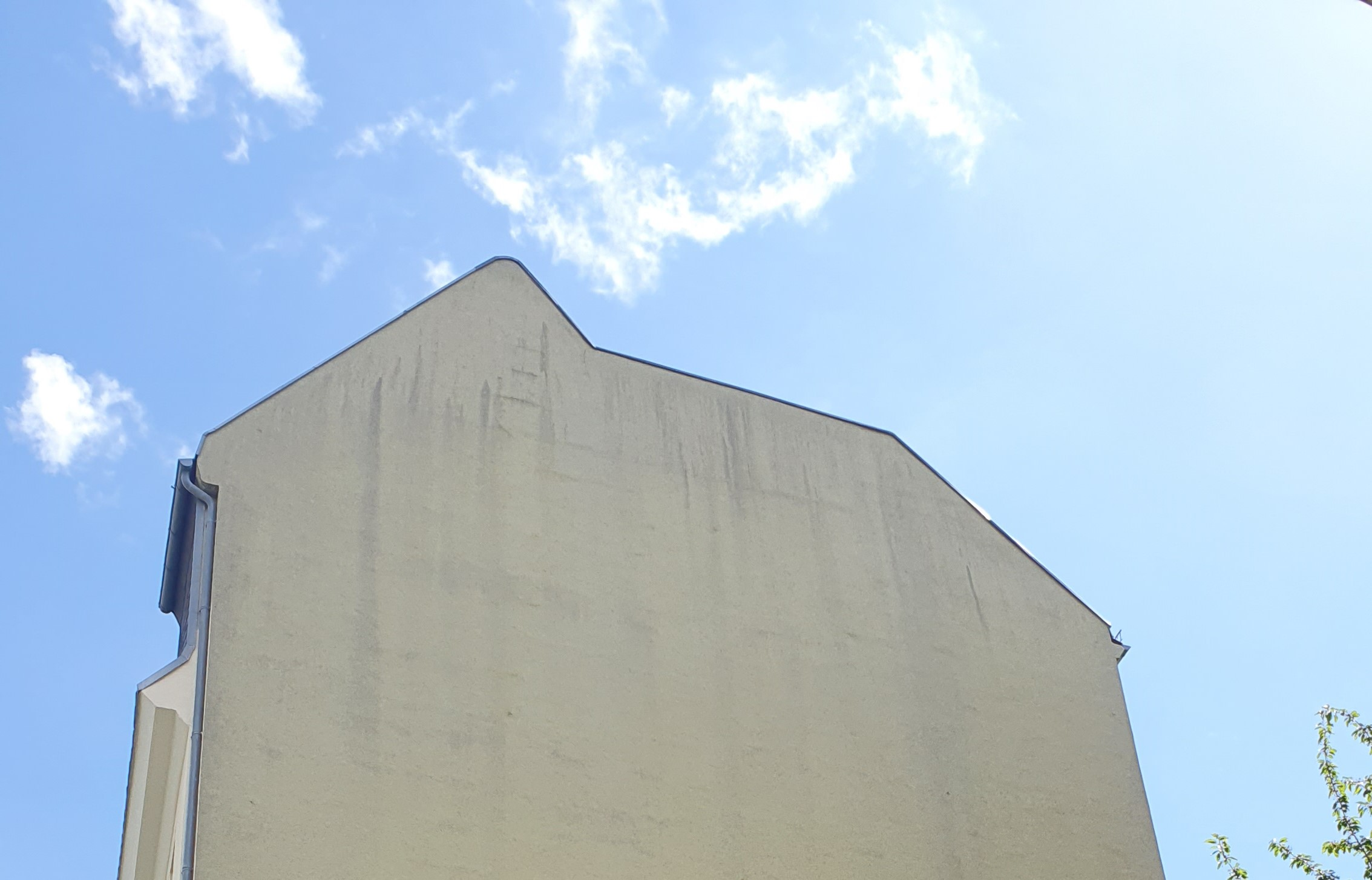
Brandwandansicht eines Berliner Dachs

Das Berliner Dach ist ein asymmetrisches Plattformdach. Es handelt sich um ein zur Hofseite leicht geneigtes und mit Blech, Holzzement oder Dachpappe auf Holzlattung gedecktes Flach- bzw. Pultdach, welches jedoch dem Betrachter von der Straße durch Steilabschrägung (in der Regel 60 Grad, teilweise auch durchsetzt mit Schmuckgiebeln) eine Satteldachform vortäuscht. Das Berliner Dach ist eine weniger strenge Variante des Stuttgarter Daches. Häufig gibt es eine zweite Steilabschrägung (in der Regel 45 Grad) zur Hofseite und/oder einen niedrigen Satteldachfirst. Die Steilabschrägungen sind meist mit Ziegeln bedeckt. 
Der flache Teil des Berliner Daches war in der Regel als Holzzementdach ausgeführt und häufig bewachsen.

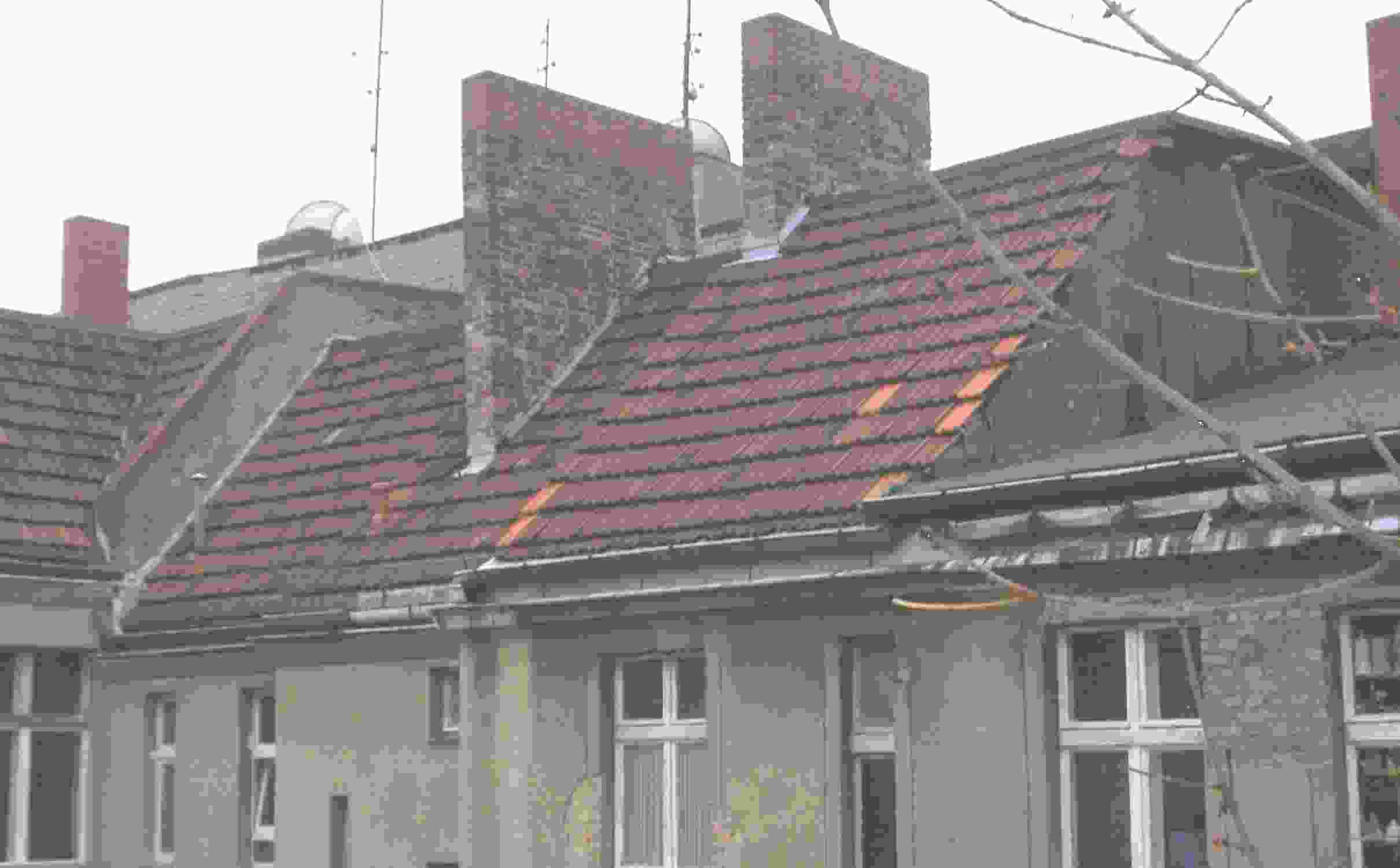
Hofansicht eines Berliner Dachs

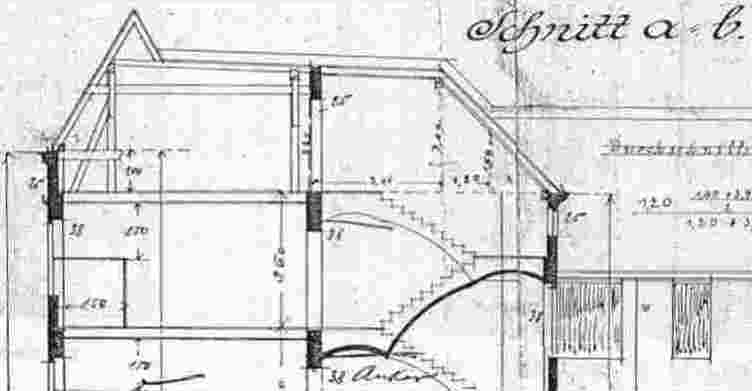
Ausschnitt eines Bauplans von 1911 von einem Mietshaus in Berlin, Berliner Dach

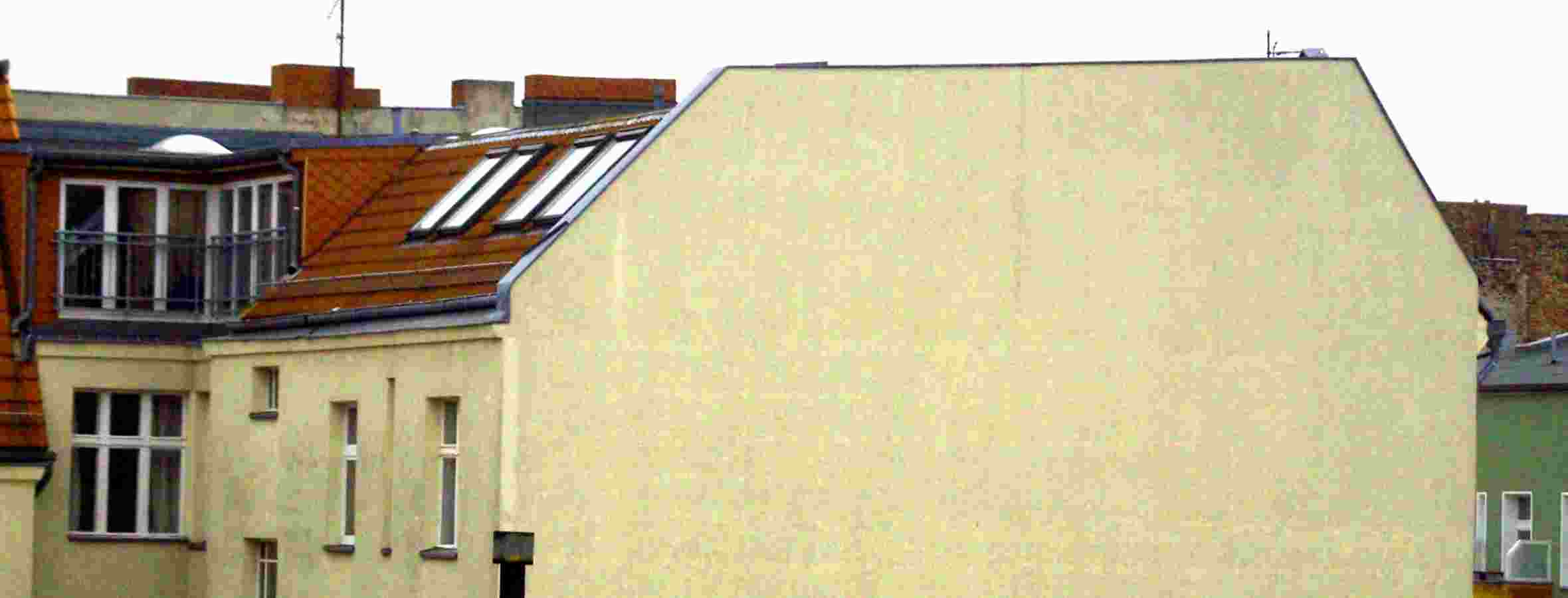
Brandwandsicht eines ausgebauten Berliner Dachs

Sinn dieser Dachform war die günstige Ausführung im Vergleich zur optischen Wirkung. Ein vollgedecktes Ziegelspitzdach wäre deutlich höher ausgefallen und hätte einen aufwändigeren Unterbau verlangt. Es handelt sich beim Berliner Dach daher um eine häufige Dachform alter Berliner Mietshäuser aus der Gründerzeit, welche sich jedoch auch in anderen deutschen Städten, z. B. in Hamburg und Schwerin, aber auch in München findet. Man kann es konstruktiv als Vereinfachung des Mansarddaches ansehen, zumal es zwischen beiden Formen fließende Übergänge gibt.
Es existieren auch Ausführungen dieser Dachform, bei denen sich die Steilabschrägung über zwei Stockwerke hinzieht. Bei einer Maisonette wird dadurch die strukturelle Zusammengehörigkeit ihrer Stockwerke unterstrichen und deren Separierung vom Rest des Gebäudes betont.
Im Handbuch des Hochbaues heißt es zum Thema Unsymmetrische Dächer:

„Unsymmetrische Dachformen sollten nur in Ausnahmefällen und nur bei eingebauten Häusern Verwendung finden. Sie sind aus dem Bestreben entstanden, unter Umgehung der baupolizeilichen Vorschriften über Begrenzung der Gebäudehöhe im Dachraum noch eine vollständige Wohnung einzurichten und dabei die Hofseite um ein ganzes Stockwerk höher auszuführen.“

Auch wenn der Begriff Berliner Dach als solches nicht erwähnt wird, handelt es sich zweifelsfrei um diese Dachform.
Im Unterschied zum Berliner Dach ist das Plattformdach leichter geneigt oder sogar eben.

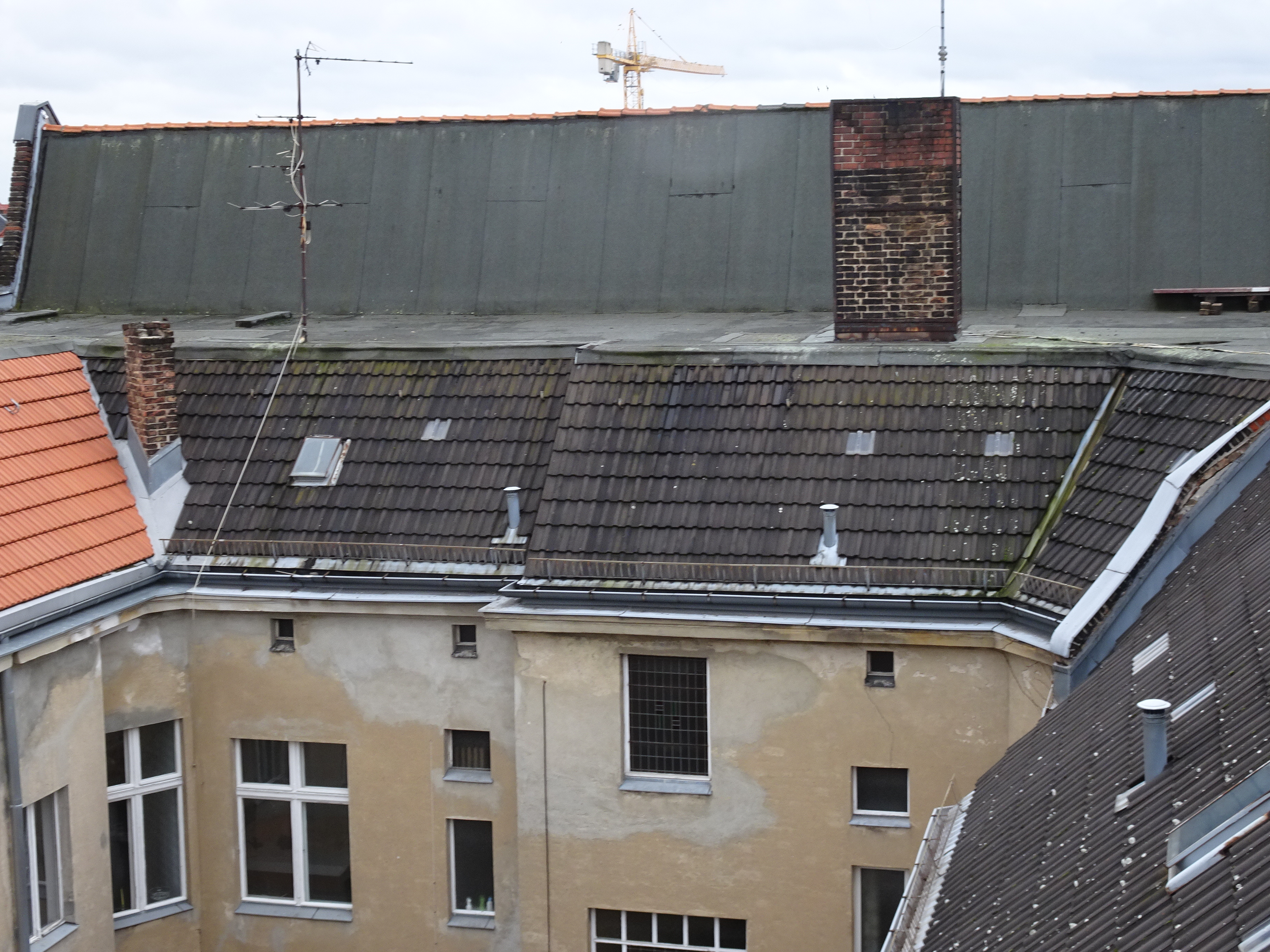
Blick vom Hof auf das Berliner Dach des Vorderhauses mit einer höher geführten vorderen Dachschräge, die einen First ausbildet
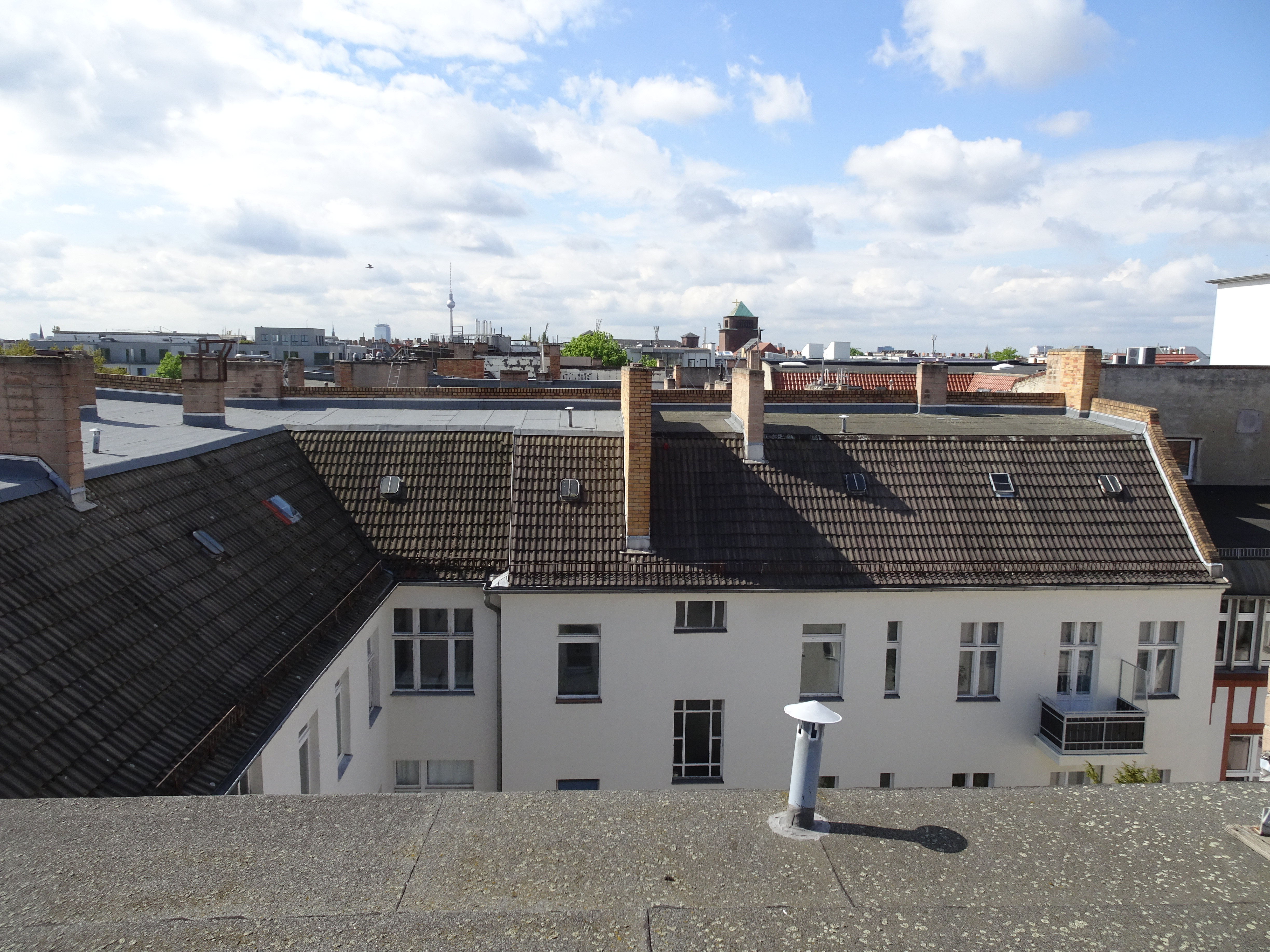
Berliner Dach (hofseitig)
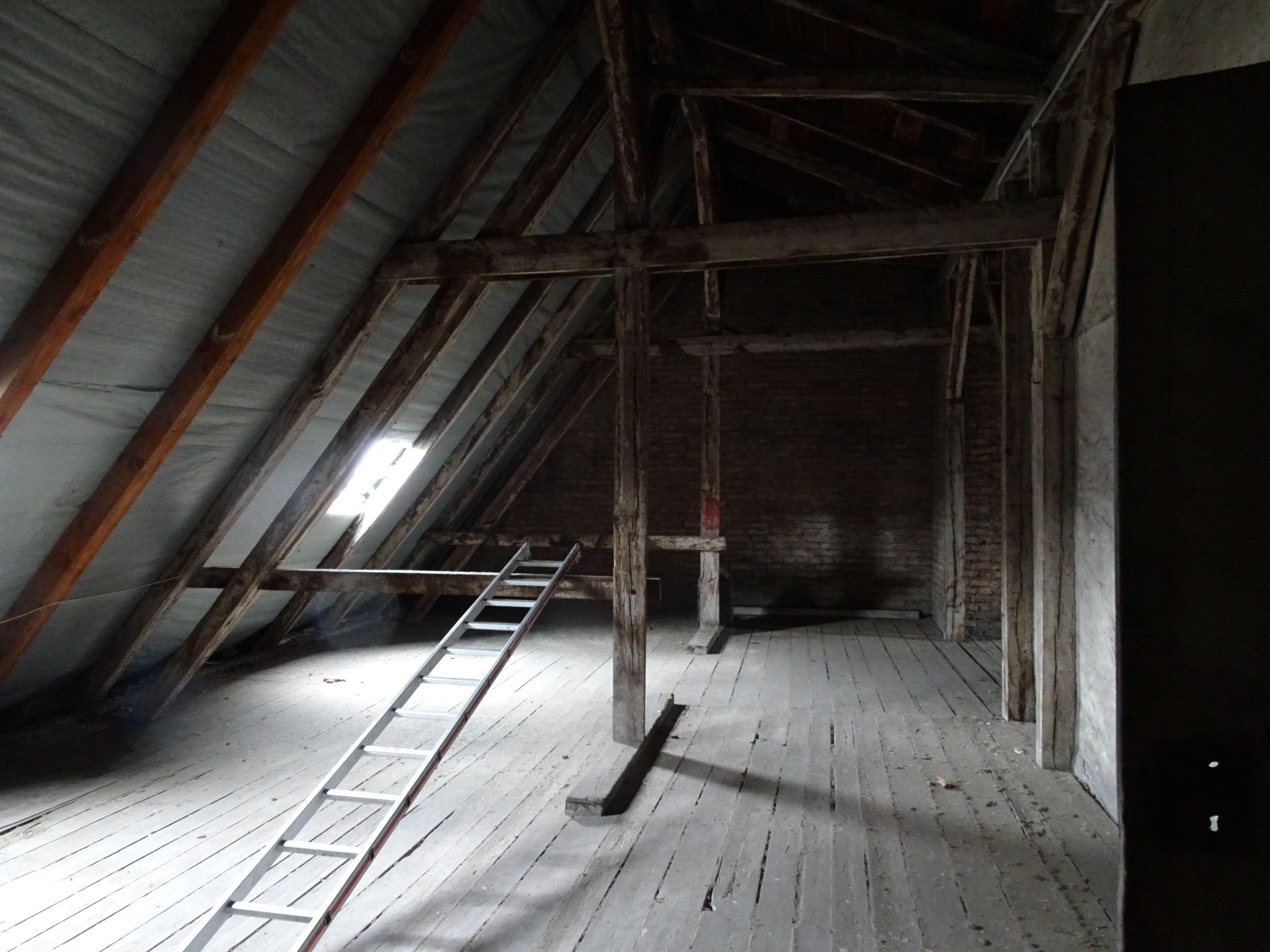
Innenansicht eines Berliner Dachs (straßenseitig)
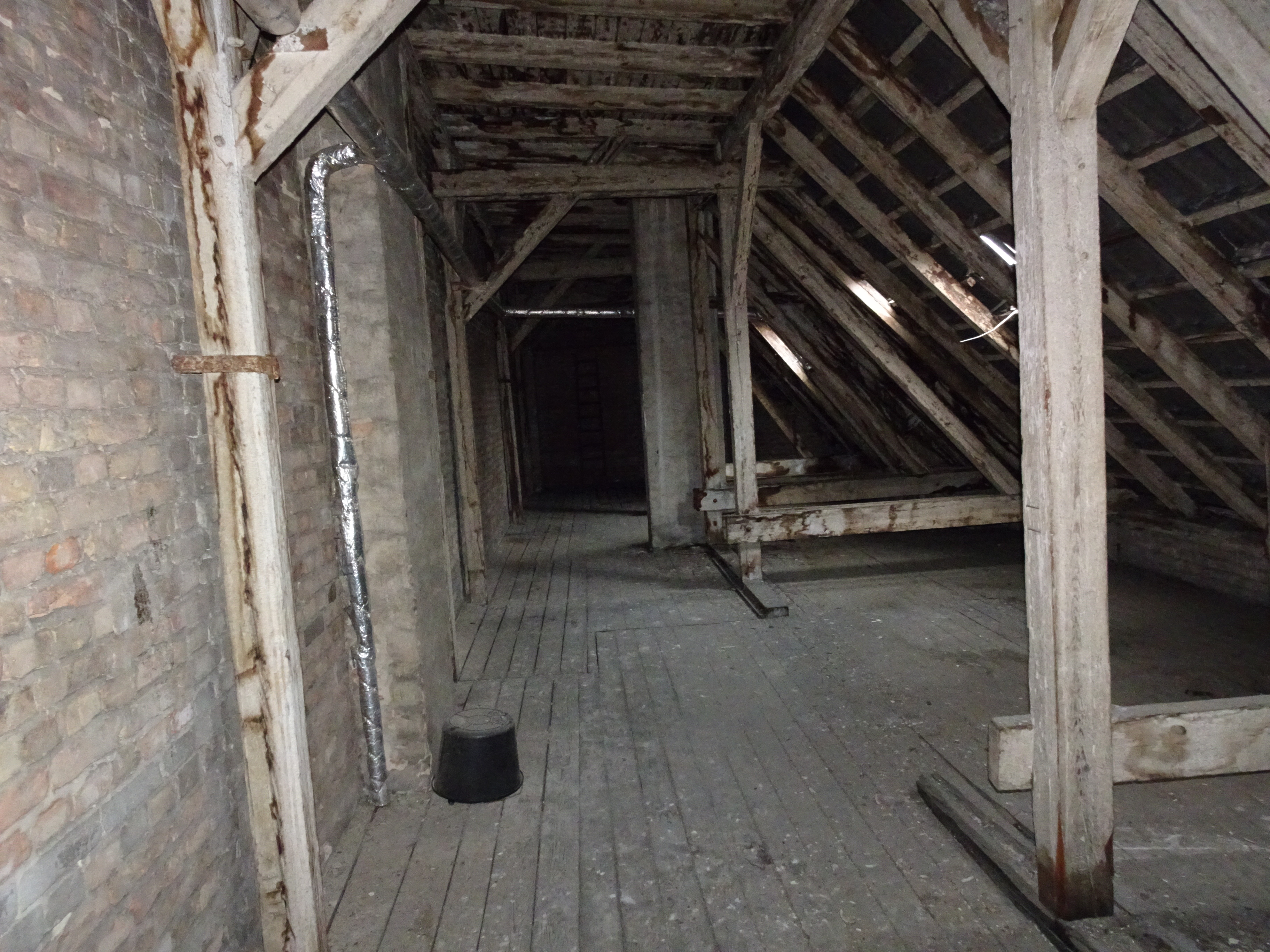
Innenansicht eines Berliner Dachs (Seitenflügel)
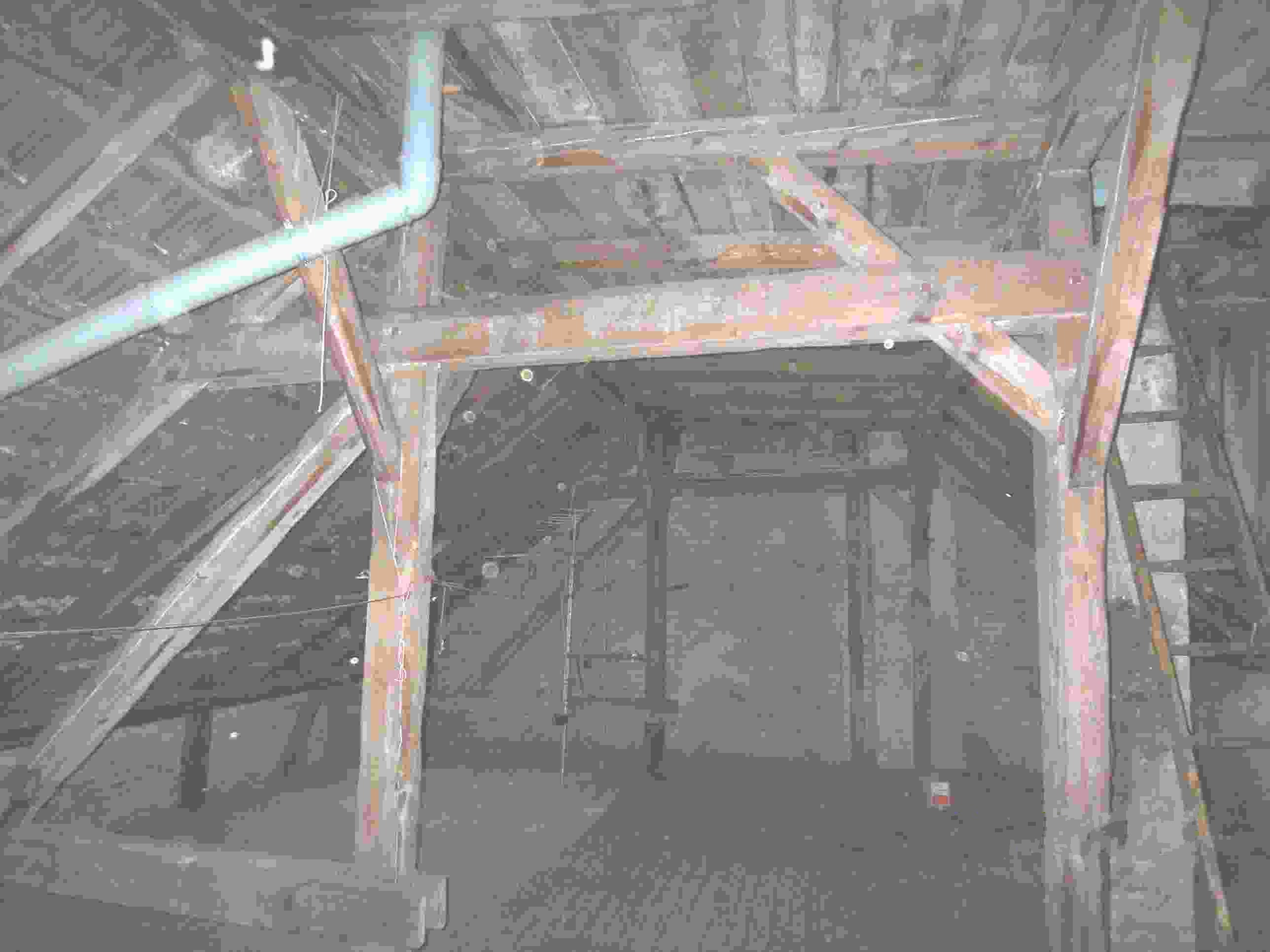
Innenansicht eines Berliner Dachs